# Johannes Hoffmeister (Theologe)
Johannes Hoffmeister oder Johann Hoffmeister (* 1509 oder 1510 in Oberndorf am Neckar; † 21. August 1547 in Günzburg) war ein deutscher Augustinerpater und Kontroverstheologe.

## Leben
Hoffmeister kam bereits jung in das Augustinerkloster von Colmar. 1526 schickten ihn die Oberen des Ordens zum Studium der Theologie an die Universität Mainz. 1528 ging er an die Universität Freiburg im Breisgau. Anschließend empfing er die Priesterweihe und kehrte nach Colmar ans Augustinerkloster zurück. Er wurde 1533 Prior des Klosters. Zu seiner Zeit war Kolmar von protestantischen Gebieten umgeben. Er bemühte sich im Kloster und darüber hinaus den Protestantismus zu bekämpfen.
Hoffmeister war Teilnehmer der Religionsgespräche von Hagenau 1540, Worms 1540/1541 und Regensburg 1541. Auf Wunsch des Kaisers Karl V., der ihm am 18. Mai 1545 in Worms den kaiserliche Schutzbrief ausstellte, beteiligte er sich auch am Regensburger Religionsgespräch von 1546. 1545 berief ihn der Kardinal Otto von Waldburg als Prediger zum Wormser Reichstag.
Hoffmeister erlangte auch im Orden eine herausgehobene Position und wurde 1543 Provinzial der rheinisch-schwäbischen Ordensprovinz, auf Wunsch seines verstorbenen Amtsvorgängers Konrad Treger. Am 9. Juli 1546 ernannte ihn der Ordensgeneral zum Vikar über alle deutschen Augustinerklöster und trug ihm auf, ein besonderes Augenmerk auf die Novizen zu legen. Auf Wunsch des Herzogs Wilhelm IV. von Bayern reiste er als Prediger nach München sowie auf Weisung des Kaisers nach Ulm. Dort erkrankte er und verstarb kurz drauf im nahegelegenen Günzburg. Mitunter wurde behauptet er sei vergiftet worden.

## Werke (Auswahl)
- Dialogorum libri duo, quibus aliquot ecclesiae catholicae dogmata Lutheranorum et verbis et sententiis roborantur, Freiburg im Breisgau 1538.
- Wahrhaftige Entdeckung und Widerlegung deren Artikeln die M. Luther auf das Concilium zu schicken und darauff zu beharren furgenommen, Kolmar 1539.
- Canones, Sive Claves aliquot, ad interpretandum sacras Bibliorum scripturas, Behemus, Mainz 1545.
- Homiliae in Evangelia, 2 Bände, Weissenhorn, Ingolstadt 1547–1548.
- Commentaria in Marcum et Lucam evangelistas, Bryckmann, Löwen 1562.